# Елизавета
Елизаве́та (ивр. אלישבע‎ — элише́ва — «Бог мой — клятва») — женское имя еврейского происхождения.
Имя Елизавета носила супруга первосвященника Аарона. Праведная Елизавета была женой священника Захарии, двоюродной сестрой Марии (матери Иисуса) и матерью Иоанна Крестителя.
На Русь попало с христианством из Византии, но использоваться стало гораздо позднее. Согласно В. А. Никонову, народной формой было Лисавета. Правление российской императрицы Елизаветы Петровны прибавило имени популярности в России, но преимущественно среди дворян.

## Именины
Именины в православии: 7 мая, 5 сентября, 18 сентября, 4 ноября, 31 декабря.